# Rally Turkey
Rally Turkey är en deltävling i Rally-VM (WRC).
Rally Turkey kördes första gången år 2000 och ingick i WRC åren 2003-2006, 2008 och 2010. Mellan 2003 och 2005 hölls rallyt i İzmir och 2006, 2008 samt 2010 var basen i Kemer i Antalya. 

2018 var rallyt tillbaka i WRC med ny bas i Marmaris i Muğlaregionen.

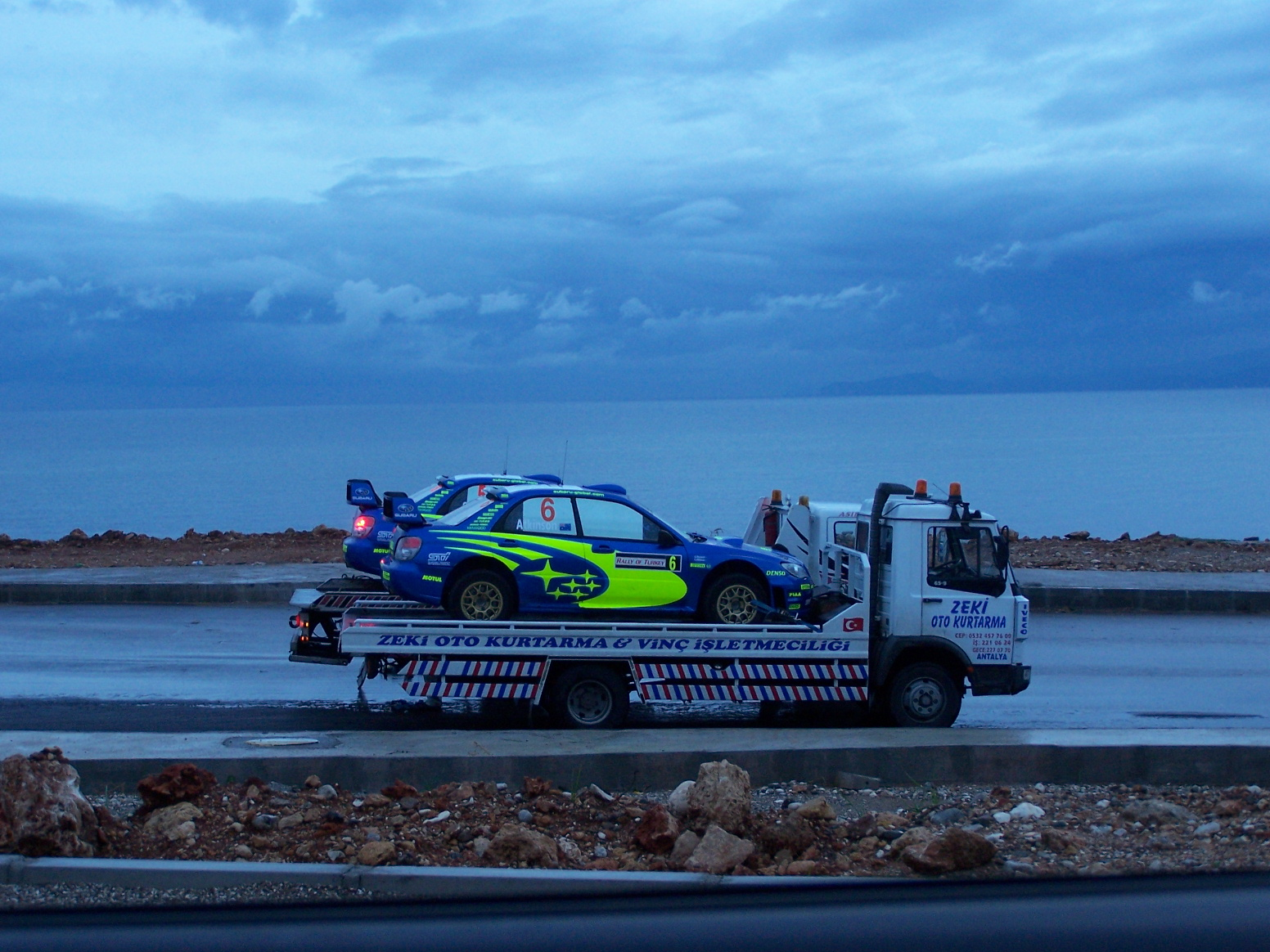
Prodriveteamets två Subaru Impreza WRC 06 på transport till Antalya för den ceremionella starten av Rally Turkey 2006.

## Vinnare av Rally Turkey
| År   | Vinnare                          | Bil               |
| ---- | -------------------------------- | ----------------- |
| 2019 | Sébastien Ogier Julien Ingrassia | Citroën C3 WRC    |
| 2018 | Ott Tänak Martin Järveoja        | Toyota Yaris WRC  |
| 2010 | Sébastien Loeb Daniel Elena      | Citroën C4 WRC    |
| 2008 | Mikko Hirvonen Jarmo Lehtinen    | Ford Focus WRC    |
| 2006 | Marcus Grönholm Timo Rautiainen  | Ford Focus WRC    |
| 2005 | Sébastien Loeb Daniel Elena      | Citroën Xsara WRC |
| 2004 | Sébastien Loeb Daniel Elena      | Citroën Xsara WRC |
| 2003 | Carlos Sainz Marc Martí          | Citroën Xsara WRC |